# 司隸 (成漢)
司隸是五胡十六国中成汉的京师地区。
成国晏平元年（306年），改益州为司隶校尉，改蜀郡（治所在今四川省成都市）为成都尹，下辖成都尹、犍为郡（治所在今四川省眉山市彭山区双河乡北）、汶山郡（治所在今四川省阿坝州茂县北）、汉嘉郡（治所在今四川省雅安市名山区北）、汉原郡（治所在今四川省成都市崇州市西北）、沈黎郡（治所在今四川省雅安市汉源县）。玉衡二十四年（334年），越巂郡（治所在今四川省凉山州西昌市东南）由宁州改属司隶校尉。汉兴元年（338年），越巂郡改属安州。汉兴五年（342年），越巂郡再属司隶校尉。汉兴六年（343年），越巂郡改属汉州。嘉宁二年（347年），东晋灭成汉，废除成都的司隶。